# Riccardo Sartori
Riccardo Sartori (Lugano, 10 settembre 1994) è un hockeista su ghiaccio svizzero.
Attualmente gioca per l'Hockey Club Lugano, militante in National League A.
È il fratello maggiore di Pietro Sartori, anch'esso giocatore nelle giovanili dell'Hockey Club Lugano.